# Senoculus monastoides
Espèce
Synonymes
- Labdacus monastoides O. Pickard-Cambridge, 1873

Senoculus monastoides est une espèce d'araignées aranéomorphes de la famille des Senoculidae.

## Distribution
Cette espèce est endémique du Brésil.

## Publication originale
- O. Pickard-Cambridge, 1873 : On some new genera and species of Araneida. Proceedings of the Zoological Society of London, vol. 1873, p. 112-129 (texte intégral).